# نوكيا 6275i
نوكيا 6275i (بالإنجليزية: Nokia 6275i)‏ هو هاتف محمول من نوكيا.

## الخصائص
- الشاشة: 240×320
- الوزن: 105 غرام
- الذاكرة: 24 ميجابايت